# La Paterna
La Paterna es un barrio residencial de Las Palmas de Gran Canaria ubicado en el distrito centro. El barrio se divide en cuatro: La Paterna Alta, La Paterna Baja, La Paterna Nueva y La Paterna Vieja. La población en enero de 2007 se estimó en 8.547 personas.

## Historia
La Paterna nació en una de las hoyas del complejo que integraban Las Rehoyas. Cristóbal de Paterna, un personaje de principios del siglo XVII se hallaba en Las Palmas por tal fecha; el 4 de abril de 1600 los padres de Francisca Cabello la habilitaron para su casamiento con la mencionada personalidad, tal es así, que su apellido daría nombre al actual barrio. A partir de septiembre de 1647, se hacía referencia a un terreno en las proximidades de Tamaraceite, que limitaban con “el valle que dicen de Las Paternas” y “barranquillo arriba” con unos dominios que pertenecían a los Herederos de Carvajal.
El Capitán D. Joaquín José Verdugo de Albiturría, Regidor Perpetuo de la Isla, traspasaba a Antonio de Arencibia, vecino de Tamaraceite, un cortijo de tierras en la “Joia de Paterna", en el año 1759. También D. Joaquín Verdugo había traspasado a Pedro Polinario unas haciendas en el pago de Tamaraceite, por tres años, en 1761, que eran conocidas como “La Hoya de Paterna y Montañeta de San Lázaro”. Igualmente se hace referencia como Hoya de Paterna en el acta de defunción de Blas Pérez, esposo de Josefa Arencibia.